# متابوتتامین
متابوتتامین (به انگلیسی: Metabutethamine) با فرمول شیمیایی C۱۳H۲۰N۲O۲ یک ترکیب شیمیایی با شناسه پاب‌کم ۱۱۱۱۵ است؛ که جرم مولی آن ۲۳۶٫۳۱۰۱ g/mol می‌باشد.